# Parc national de Jebel Serj
Le parc national de Jebel Serj (arabe : الحديقة الوطنية بجبل السرج) est un parc national de Tunisie situé entre les délégations de Siliana Sud (gouvernorat de Siliana) et de Oueslatia (gouvernorat de Kairouan). Il fait partie du versant septentrional du djebel Serj.
Ce parc de 1 720 hectares a été créé le 29 mars 2010. Il est géré par le ministère de l'Agriculture.
Le parc compte une centaine d'érables de Montpellier, une espèce très rare en Tunisie, mais aussi des specimens de pin d'Alep, de chêne kermès, d'olivier sauvage, de caroubier et de plus en plus fréquemment de thuya de Berbérie. On y retrouve plusieurs mammifères dont le serval, le sanglier, le chacal, le renard, la mangouste, le lièvre, le hérisson et particulièrement la hyène rayée. Parmi les oiseaux, on signale la présence de l'aigle botté, de la buse féroce, du faucon pèlerin, du faucon crécerelle, du circaète Jean-le-Blanc, de la perdrix gambra et de la tourterelle des bois ; la présence de l'aigle royal est également signalée.
Le 20 octobre 2016, le parc reçoit 21 gazelles de Cuvier, accueillant en totalité 43 représentants de cette espèce rare.